# Killer (finská skupina)
Killer je finská rocková skupina založená roku 1999 v Helsinkách. Založili ji Pauli Rantasalmi, Lauri Ylönen a Timo Huhtala.

## Členové skupiny
- Siiri Aurora Nordin – zpěvačka
- Olli Tuomas Norvio – kytarista
- Timo Juhani Huhtala – basák
- Teijo Antero Jämsä – bubeník

## Alba
- Sickeningly Pretty and Unpleasantly Vain (2002)
- Sure you Know How to Drive This Thing (2003)

## Singly
- All I Want (2001)
- Hurricane (2001)
- Fire (2002)
- Naughty Boy (2003)
- Watching – Waiting (2003)
- Liar (Promo) (2003)